# Albanitovalacs
Els albanitovalacs (grec: Αρβανιτόβλαχοι) són els aromanesos de Grècia que tenen origen albanès o de la frontera amb Albània. El seu nombre no està determinat per manca d'estadístiques del govern grec. Els aromanesos grecs reben noms regionals, però en conjunt hom els anomena kutzovalacs.